# هوبير جولي
هوبير جولي (بالفرنسية: Hubert Joly)‏ هو رائد أعمال وكبير الإداريين التنفيذيين فرنسي، ولد في 11 أغسطس 1959 في فرنسا.

## وصلات خارجية
- هوبير جولي على موقع إن إن دي بي (الإنجليزية)